# Franz Marschang
Franz Marschang (n. 1932, Johannisfeld, județul Timiș, Banat) este un scriitor de limba germană, originar din România.
A studiat medicina veterinară. A absolvit în 1956 și a fost repartizat ca medic veterinar, inițial în Banat, apoi în Dobrogea.
O perioadă a fost profesor de liceu.
Timp de trei ani a fost și redactor la publicația Neue Banater Zeitung din Timișoara. În această perioadă a început să scrie proză scurtă. A colaborat apoi la diverse ziare și a scris cinci piese de teatru, care au apărul în publicația lunară Volk und Kultur (Popor și cultură) din București.
În 1977 a emigrat în Republica Federală Germania și s-a stabilit în Heidelberg.
Din 1991, timp de peste 10 ani, Franz Marschang a fost colaborator al publicației săptămânale Der Donauschwabe (Șvabul dunărean), care apare în Germania.
În Germania s-a dedicat scrierii unei tetralogii cu titlul Am Wegrand der Geschichte (Pe marginea drumului istoriei), cu scopul declarat de a prezenta soarta șvabilor dunăreni din Banat (șvabi bănățeni), care au fost nevoiți să-și părăsească patria după 300 de ani de la colonizare, fie constrânși, fie ca urmare a decepției produse de situația din România postbelică. ,

## Scrieri
- Am Wegrand der Geschichte - Zeitgeschichtliche Erzählung  Band I. Morgenrot und Kolchose, R. G. Fischer Verlag, 2002,  ISBN 978-3-8301-0336-3
- Am Wegrand der Geschichte - Zeitgeschichtliche Erzählung  Band II. Im Netz der Staatsgüter ISBN 978-3-8301-0639-5
- Am Wegrand der Geschichte - Zeitgeschichtliche Erzählung  Band III. Dreieinigkeit: Lehre, Forschung, Produktion ISBN 978-3-89950-189-6.
- Am Wegrand der Geschichte - Zeitgeschichtliche Erzählung  Band IV: „Die andere Welt“, Edition Fischer, Frankfurt am Main 2008, 292 pagini, ISBN 978-3-89950-409-5.
- Wo sind sie geblieben...? Das Banat und die Banater Deutsche im Wandel der Zeit Editura Haus der Heimat, Karlsruhe 2002, ISBN 3-929431-15-7 (istoria șvabilor bănățeni de la colonizare până la dispariția ca minoritate) [4]
- Dem Leben abgelauscht. Kurzprosatexte, Editura Perfect, 1998. ISBN  3861372894 ; ISBN 978-3861372899